# Nomogênese Jurídica
Nomogênese Jurídica é o processo de criação de uma norma jurídica. Nesse processo: fato, valor e norma estão em constante interação assim como elucida a Teoria Tridimensional Do Direito elaborada pelo filósofo e jurista Miguel Reale em 1968. Um valor incide em um fato e esse irradia várias possíveis proposições normativas. A norma que efetivamente integrará o ordenamento jurídico será aquela que receber o toque do poder.

## Introdução
Para expor a nomogênese jurídica temos que delimitar pontos incidentes no processo de criação normativa da Teoria Tridimensional Do Direito que muito em voga vem sendo estudada, invocada por juristas, estudantes do direito e muitos outros no Brasil e internacionalmente. A Teoria Tridimensional do Direito  fora concebida e elaborada pelo filósofo e jurista brasileiro Miguel Reale em 1968, sumamente ela prevê três aspectos em constante interação, atrito e relacionando-se a todo momento indivisivelmente: o sociologismo jurídico, inerente aos fatos, o moralismo jurídico inerente aos valores e o normativismo abstrato, incidente nas normas e vigência do Direito.

## A Nomogênese jurídica
Compreende-se por nomogênese jurídica a concretização de uma norma única a integralizar-se ao ordenamento jurídico, a partir da designação de um fator preponderante dentre aqueles cingindo um fato. Ao normatizar um fato, múltiplos valores podem ser aplicados, sendo esses apoiados em características individuais ou culturais, levando ao advento de um problema técnico: a impossibilidade de existência de diversas normas regulamentando um mesmo fato.
Para melhor compreensão do que é a nomogênese jurídica, é importante salientar o papel do poder como componente de ligação no sistema de formação do direito. Sabendo que cada fato germina múltiplas soluções normativas, tem-se o poder como o elemento que pratica a nomeação deliberativa da norma legal. 
O processo de nomogênese jurídica, porém não está isento de subjetividade. O viés sociológico do Direito, por exemplo, aceita a interação entra fatos e valores resultando em uma solução normativa, através do determinismo causal. A explicação para esse processo é composta pela perspectiva abordada anteriormente, passando por Hegel, onde a dialética no processo normativo tem grande influência, incluindo até mesmo o autoritarismo alegado por Hobbes, no qual a escolha normativa independe de uma interação fático-axiológica, mas deita-se puramente em uma postura unilateral e absoluta. 
Por acreditar no estado democrático de direito e no livre contato entre fatos e valores, Miguel Reale acredita que a decisão do poder ocorre no próprio processo nomogênico. Os objetivos impostos pela comunidade têm determinante significância na criação normativa e na atribuição de valores para essa ação pela constante interação, atrito e influência recíproca dessas proposições (fatos valores e normas), resultando-as gênese de soluções normativas. 

## Pensando a nomogênese jurídica no Brasil
A nomogênese jurídica compreende ao processo de criação de uma norma jurídica. Para cada aspecto fático incidem várias concepções axiológicas que irão irradiar múltiplas possibilidades normativas. O poder vai determinar quais aspectos axiológicos e normativos prevalecerão. Miguel Reale elucida o processo de nomogênese jurídica, como:  “Uma opção se impõe, e toda vez que se escolhe uma via, sacrificam-se todos os demais caminhos possíveis. Dentre os vários projetos de lei em debate em um parlamento, por exemplo, a respeito de um dado assunto, por mais que se procrastine, chega o momento do fiat lex., átimo culminante de uma decisão. É este o momento decisório e decisivo do Poder”. 
O processo de criação da norma dá-se através de proposições normativas, ou seja, projetos de lei que podem surgir dos Parlamentares, do Presidente da República, do Supremo Tribunal Federal, dos Tribunais Superiores, do Procurador Geral da República e de grupos organizados da sociedade. Nas casas do Congresso Nacional, Senado Federal e Câmara dos Deputados, os projetos de lei passam por diversas etapas de análise e votação. No debate em plenário vão surgir os complexos axiológicos onde os parlamentares vão debater e expor seus próprios valores sobre o tema. 
Cada parlamentar possui um valor, alguns mais conservadores e outros mais liberais, uns visando a maioria e outros valores tencionam as minorias. Apenas a partir do momento que o texto da lei é aprovado e redigido, que o conflito de valores é solucionado, na medida que alguns deles são escolhidos e refletem em apenas uma proposição normativa e essa que efetivamente integrará o ordenamento jurídico.
Posteriormente há votação do Congresso Nacional, há ainda a deliberação executiva. O Presidente da República irá sancionar (aprovar) ou vetar (recusar) a proposição. Caso aprove, o projeto se torna lei. No entanto se o presidente vetar deve expor as razões em que se baseou para recusa-lo e são encaminhadas ao Congresso Nacional, que mantém ou rejeita o veto.
Se o projeto for sancionado, o Presidente da República tem o prazo de 48 horas para ordenar a publicação da lei no Diário Oficial da União.  